# حملة فكر قبل أن تتحدث
حملة فكر قبل أن تتحدث هي حملة تلفزيونية، إذاعية ومجلة تم نشرها عام 2008 وتم تطويرها لرفع مستوي الوعي حول الاستخدام الشائع للمفرادت المسيئة بين الشباب تجاه المثليات، المثلين، مزدوجي الميل، محولين الهوية الجنسية ومغايري الهوية. كما يهدف إلي زيادة الوعي حول أنتشار وعواقب التحيز والسلوك المعادي للمثلين ومزدوجي الميل الجنسي ومحولين الهوية الجنسية في المدارس الامريكية. نظراً لأن الأشخاص من ذوي الميول الجنسية المثلية والثنائية والمتحولين إلي جنس أخر أصبحوا أكثر في الثقافة السائدة فقد أكدت المزيد من الدراسات أنها أكثر المجموعات إستهدافاً للمضايقات والتسلط. وقد وجد تحليل ال 14 عام من البيانات لجرائم الكراهية من قبل "مكتب التحقيقات الفيدرالي أن المثليون والمثليات، أو اولئك الذين يعتبرون مثلين "هم أكثر عرضة لكونهم ضحايا لجرائم الكراهية العنيفة أكثر من أي مجموعة أقلية أخري في الولايات المتحدة". كما أصبح الأمريكيون أكثر تقبلاً للأشخاص المثلين.و الواقع أن العناصر الأكثر تطرفاً في الحركة المناهضة للمثلين يحفزون في كعبهم ويواصلون تشويه سمعة المثلين جنسياً بالأكاذيب التي تزداد حرقة يوماً بعد يوم. ," طبقاً لما ذكره مارك بوتوك رئيس تحرير تقرير الاستخبارات". وبسبب توجههم الجنسي أو الهوية/التعبير الجنسي، فإن زعماء هذه الحركة قد ينكرون هذا الرأي، ولكن يبدو من الواضح أن تشويه سمعتهم الجنسية أو السحاقيات يلعب دوراً في تحريض العنف والكراهية والتسلط الذي نشهده الآن. حوالي نصف طلاب LGBTQ تعرضوا للاعتداء البدني في المدرسة. وتتخذ الحملة خطوات إيجابية لمواجهة الخطاب البغيض والمضاد للمثليين الذي يعيشه طلاب LGBTQ في حياتهم اليومية على أمل تخفيف حدة دورة خطاب الكراهية/المضايقة/الإساءة/التهديدات الجسدية والعنف. وقد قام بتنظيم الحملة مكتب أرنولد العالمي في نيويورك، وهو جزء من وحدة أرنولد العالمية للشركاء في هافاس، والمشاذ، الحملة هي حملة توعية مجلس الإعلان لأول المثليين جنسيا ومحاولة تحقيق نهاية لاستخدام ما يعتبرونه عبارات هجومية مثل "هذا مثلي الجنس". الإعلانات التلفزيونية للحملة تشمل المغنية هيلاري داف وكذلك الكوميدي وفي عام 2008 فازت الحملة بجائزة مجلس الإعلانات عن قرع الجرس الذهبي عن "أفضل حملة إعلانية للخدمة العامة" من مجلس الإعلانات.